# Allium burlewii
Allium burlewii là một loài thực vật có hoa trong họ Amaryllidaceae. Loài này được Davidson mô tả khoa học đầu tiên năm 1916.